# Асен (Нидерландия)
Вижте пояснителната страница за други значения на Асен.
А̀сен (на нидерландски: Assen) е град и община в североизточна Нидерландия, административен център на провинция Дренте. Населението му е 64 320 души към 1 януари 2007 г.

## Побратимени градове
- Разград, България от 2006 г.